# Efterskole
Efterskolen er en dansk skoleform for 14-18 årige. Det er kendetegnende for skoleformen, at eleverne bor på skolen på alle undervisningsdage, og at de også kan opholde sig på skolen i weekenderne. Efterskolerne har ligesom de øvrige frie grundskoler opnået stor selvstændighed og frihed til at definere sit særegne værdigrundlag, pædagogik og praksis.
I efteråret 2020 var der i alt 241 efterskoler i Danmark. Ca. 30.700 unge var elever på efterskolerne ved begyndelsen af skoleåret 2020/21 - det højeste antal nogensinde.

## Historie
Efterskolen indskriver sig meget tidligt i skolehistorien, da Christen Kold og N.F.S. Grundtvig allerede i 1800-tallet markerede sig med deres tanker om skole og dannelse. De var enige om, at skolen skulle være mere end blot en kundskabsskole, og på flere måder talte de med fælles røst. De var dog uenige om, hvor tidligt i tilværelsen de unge mennesker havde størst gavn af at modtage skoling af deres åndsevner. Kold holdt på vigtigheden af, at de unge mennesker kom i skole efter deres konfirmation, mens Grundtvig mente, at det skulle vente, til de var fyldt 18 år. Forskellen i disse synspunkter giver en historisk forklaring på, at efterskolen er for aldersgruppen 14 – 18 år, mens Grundtvigs folkehøjskole henvender sig til de ældre. Når mange efterskoler i dag fremhæver, at de trods dette har en grundtvigsk tilknytning, skyldes det, at Grundtvig var meget teoretisk funderet og beskrev sine ideer og tanker i en omfangsrig produktion af skrifter og salmer. Kold var derimod først og fremmest praktiker og efterlod sig kun to bøger.
Efterskoleforeningen regner den første danske efterskole for at være grundlagt af Kold i Ryslinge på Fyn i 1851. På det tidspunkt var der som nævnt dog ikke klare grænser mellem begreberne højskole, efterskole og dagefterskole. Først senere blev grænsen mellem høj- og efterskoler sat til 18 år. I 1870'erne blev flere skoler oprettet lige nord for den daværende grænse mod Tyskland ved Kongeåen. De skulle fungere som et skoletilbud til unge fra den dansksindede befolkning i Slesvig og var derfor kostskoler, så eleverne ikke behøvede så lang transporttid. Således blev der oprettet et skolehjem for undervisningspligtige børn ved Skibelund Krat med dette formål i 1874. I 1884 forbød Tyskland skolepligtige børn at gå i skole nord for grænsen, hvorfor skolen i Skibelund samme år omdannede sig til en egentlig efterskole for børn over konfirmationsalderen. Skibelund Efterskole, der stadig eksisterer i dag, nu under navnet Skibelund Gymnastik- og Efterskole, kalder sig på denne baggrund selv for Danmarks ældste efterskole.
I 1895 kom efterskolerne på finansloven.
Efterskoleformen har to markante vækstperioder. I 1920érne giver lovgivningen større selvstændighed til skoleformen, og samtidig oplever højskoleformen en nedgang. Den anden vækstperiode er i 1980'erne, hvor efterskolerne får et folkeligt gennembrud. Det er også i denne periode, at de første efterskoler opretter særlige tilbud indenfor musik eller sport, og den næste tendens er, at der opstår specialiserede musikefterskoler og idrætsefterskoler. Hidtil var efterskolerne fælles om at tilbyde almen undervisning.
Der er i 2010 264 efterskoler, og mange markerer sig i dag med at have en særlig profil indenfor idræt, musik etc. De fleste efterskoler har fortsat et alment tilbud for alle, men enkelte efterskoler henvender sig specielt til eliteidrætsudøvere, der konkurrerer på højt plan. Andre efterskoler har specialiseret sig yderligere indenfor eksempelvis rollespil, golf, design, skak etc. Endelig er der en række efterskoler, der er opstået med et særligt tilbud til elever med specifikke vanskeligheder (f.eks. ordblindhed), og andre har etableret tilbud for elever med generelle vanskeligheder og sent udviklede elever.

## Efterskolens formål
For at være beretiget til at modtage tilskud skal skolen opfylde Efterskoleloven og tilskudsbekendtgørelsen.
Efterskolernes hovedsigte er: "folkelig oplysning, livsoplysning og demokratisk dannelse". Den enkelte skole skal i sin indholdsplan beskrive, hvorledes skolens undervisning og samvær opfylder lovens hovedsigte. Indholdsplanen skal kunne findes på skolens hjemmeside.
Efterskolernes forskellighed fremgår af værdigrundlaget. Alle efterskoler skal leve op til lovens krav om hovedsigtet, men herefter ophører enhver lighed mellem skolerne. Loven rejser således krav om, at en efterskole skal have et selvvalgt værdigrundlag. Dette forhold skal forklares i, at enhver fri skole er etableret på en særlig pædagogisk idé eller livsholdning, og denne holdning skal beskrives i skolens værdigrundlag.
Med de frie grundskoler er der netop skabt mulighed for, at en folkelig bevægelse i forening kan etablere en skole, der er baseret på en bestemt holdning. Således er der efterskoler, der har tilknytning til spejderbevægelsen, KFUM og KFUK, DGI, Indre Mission, Luthersk Mission, arbejderbevægelsen etc. Mange efterskoler er dog uafhængige af foreninger, og mens nogle af dem er bredt funderet på Grundtvig eller et folkekirkeligt grundlag, så er andre skoler alene funderede på værdier som: medbestemmelse eller tolerance. Skolens pædagogik og praksis vil naturligvis altid have en klar reference til dens selvvalgte værdigrundlag.

## Organisation
Efterskolerne er formelt konstitutionerede som selvejende institutioner.[kilde mangler] Denne organisationsform er med til at give efterskolen en høj grad af selvbestemmelse til bl.a. at tage beslutning om økonomi og strategi.[kilde mangler] Skolens bestyrelse er valgt af skolekredsens medlemmer. Bestyrelsen ansætter skolens forstander, der har ansvaret for den daglige ledelse og drift med reference til bestyrelsen.
Efterskoleforstander-titlen har traditionelt kaldet på en markant lederskikkelse, der med sine tydelige menneskelige og pædagogiske holdninger har formået at tegne skolens profil i overensstemmelse med dens værdigrundlag. I kraft af at mange efterskoler har haft en stærk tilknytning til den grundtvigske tradition har forstanderen også ofte været en dygtig fortæller,[kilde mangler] og den ideelle forstander skulle givetvis også helst kunne spille klaver og synge.
Organisatorisk har forstanderen altid haft til opgave at lede skolen indenfor alle områder lige fra økonomi og pædagogik til skemalægning og personaleledelse. Opgaverne har været mangfoldige og så forskelligartede, at forstanderen ikke kan formodes at have løst alle opgaver lige tilfredsstillende. Tendensen har i en årrække da også været, at efterskolen i højere grad overgår til en mere professionel ledelse. Som en konsekvens af opgavernes stigende kompleksitet ansætter flere skoler en bl.a. en forretningsfører i ledelsen, mens forstanderen varetager de bløde opgaver (pædagogik og personaleledelse).[kilde mangler]

## Udfordringen og fremtiden
Efterskolerne har oplevet stor fremgang i de sidste 25 år, og selv om skoleformen aldrig har haft en større folkelig opbakning end netop nu i 2010, så oplever skoleformen et politisk pres baseret på ønske om effektivitet i uddannelsessystemet. Det kritiske spørgsmål er, om efterskolerne kan forsvare deres berettigelse og bevare den folkelige opbakning. Spørgsmålet er om forstanderen i sin nye rolle formår at konsolidere efterskolen som kulturinstitution, eller om man i ledelsen lader sig præge af en strategisk tænkning i en økonomisk diskurs og dermed bevæger sig for langt væk fra værdierne i den frie grundskoletradition.